# Xã Sheldon, Quận Houston, Minnesota
Xã Sheldon (tiếng Anh: Sheldon Township) là một xã thuộc quận Houston, tiểu bang Minnesota, Hoa Kỳ. Năm 2010, dân số của xã này là 266 người.